# (16187) 2000 AP164
A (16187) 2000 AP164 a Naprendszer kisbolygóövében található aszteroida. A LINEAR projekt keretében fedezték fel 2000. január 5-én.